# Айгнер, Йозеф Матеус

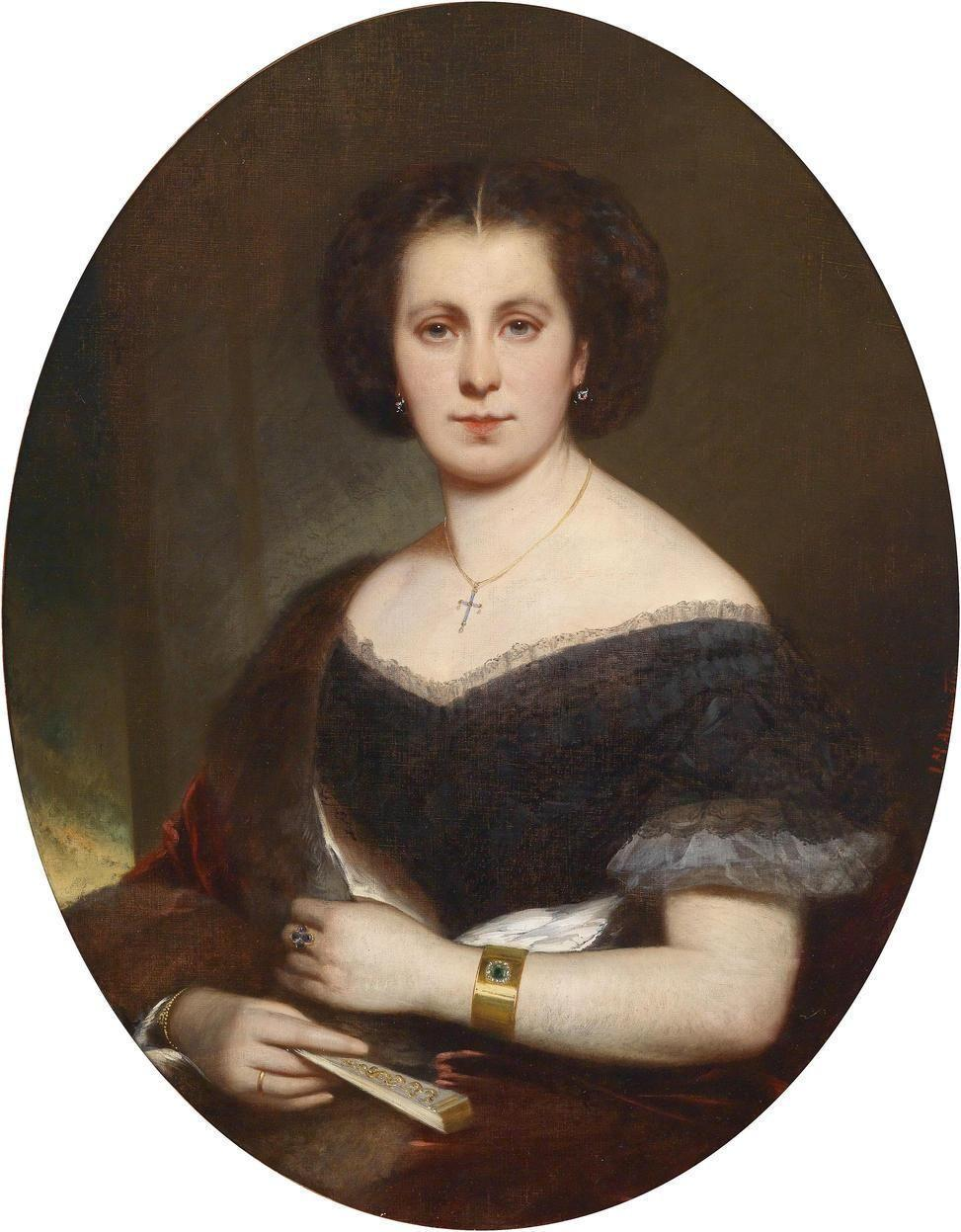
Портрет герцогини

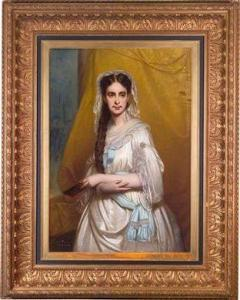
Портрет дамы

Йозеф Матеус Айгнер (18 января 1818, Вена, Австрийская империя — 19 февраля 1886, там же) — австрийский художник-портретист. Революционер.

## Биография
Родился в семье ювелира. С 12 лет стал помогать отцу. Ученик Фридриха фон Амерлинга, позже обучался в частной школе Карла Раля.
Быстро завоевал признание среди коллег как портретист. Работы Айгнера пользовались большой популярностью в Австрийской империи, в том числе у представителей монарших фамилий. Им написаны портреты императора Франца Иосифа I и его супруги императрицы Елизаветы Баварской, а также императора Мексики Максимилиана I.
Услугами Айгнера пользовались известные представители культуры и искусства Австрии: поэты и драматурги Франц Грильпарцер, Э. Ф. Мюнх-Беллинггаузен, Николаус Ленау.
Участник Весны народов. Во время революции 1848—1849 годов в Австрийской империи командовал Академическим легионом, вооружëнными студенческими формированиями. В октябре-ноябре участвовал в боевых действиях против правительственных войск.
За свою политическую деятельность был арестован и приговорëн военным трибуналом к смертной казни, однако чудом избежал виселицы.
В 1886 покончил жизнь самоубийством, застрелившись. В 1999 году Бригиттенау (20-й округ) был назван в его честь Aignerstraße.

## Любопытно
Жизнь художника Айгнер была наполнена мистикой. Йозеф Айгнер несколько раз предпринимал попытки самоубийства. Первый раз в возрасте 18 лет он пытался повеситься, однако был внезапно остановлен непонятно откуда появившимся монахом-капуцином. В 1840 году он вновь повторил попытку, и снова был спасен тем же таинственным монахом. Восемь лет спустя художник был приговорен к виселице за свою политическую деятельность, однако своевременное вмешательство все того же монаха помогло смягчить приговор.
В возрасте 68 лет художник все же совершил самоубийство, выстрелив из пистолета в висок. Отпевал его все тот же монах — человек, чьего имени так никто и никогда не узнал. Невыясненными остались и причины столь трепетного отношения монаха-капуцина к австрийскому художнику.

## Избранные работы
- Portrait einer jungen blonden Dame mit Stirnlocken (18??)
- Портрет дамы с маленькой собачкой (1863)
- Портрет Клементины Вейл (1865)
- Портрет юноши в цветном поясе (1876)